# Boulangerit
Boulangerit ist ein häufig vorkommendes Mineral aus der Mineralklasse der „Sulfide und Sulfosalze“ mit der chemischen Zusammensetzung Pb5Sb4S11 und damit chemisch gesehen ein komplexes Blei-Antimon-Sulfid, dass strukturell zu den Sulfosalzen zählt.
Boulangerit kristallisiert im orthorhombischen Kristallsystem und entwickelt meist körnige oder feinfaserige Aggregate, selten aber auch nadelige, gestreifte Kristalle von grauschwarzer Farbe und schwarzer Strichfarbe. Das Mineral ist in jeder Form undurchsichtig (opak) und zeigt bei kristalliner Ausbildung einen metallischen Glanz. Faserige Aggregaten schimmern dagegen eher seidenähnlich. Seine Mohshärte schwankt zwischen 2,5 und 3, lässt sich also von einem Fingernagel nicht mehr, mit einer Kupfermünze dagegen schon noch ritzen.

## Etymologie und Geschichte
Erstmals entdeckt wurde Boulangerit in der Gemeinde Molières-Cavaillac im französischen Département Gard und analysiert zunächst von Charles Louis Boulanger (1810–1849), einem französischen Bergbau-Ingenieur. Eine nochmalige, genauere Analyse führte Moritz Christian Julius Thaulow durch, dessen Analyse einen Gehalt von 18,86 % Schwefel, 24,60 % Antimon und 55,57 % Blei ergab. Er publizierte seine Analyse eines Antimonerzes vom Nasafjeld in Lapland 1837 in den Annalen der Physik und Chemie und schlug vor, das neue Mineral nach Boulanger zu benennen.
Das Typmaterial des Minerals wird im Muséum national d’histoire naturelle (MHN-Paris) unter der Katalog-Nummer 5072 und in der Mines ParisTech (auch École nationale supérieure des mines de Paris; Abkürzung: ENSM) unter der Katalog-Nummer 14038 aufbewahrt.
Da der Boulangerit bereits lange vor der Gründung der International Mineralogical Association (IMA) bekannt und als eigenständige Mineralart anerkannt war, wurde dies von ihrer Commission on New Minerals, Nomenclature and Classification (CNMNC) übernommen und bezeichnet den Boulangerit als sogenanntes „grandfathered“ (G) Mineral. Die ebenfalls von der IMA/CNMNC anerkannte Kurzbezeichnung (auch Mineral-Symbol) von Boulangerit lautet „Bou“.

## Klassifikation
In der veralteten 8. Auflage der Mineralsystematik nach Strunz gehörte der Boulangerit zur Mineralklasse der „Sulfide und Sulfosalze“ und dort zur Abteilung der „Komplexe Sulfide (Sulfosalze)“, wo er zusammen mit Jamesonit die „Jamesonit-Boulangerit-Gruppe (Bleiantimonspießglanze)“ mit der Systemnummer II/D.07 und den weiteren Mitgliedern Dadsonit, Fülöppit, Guettardit, Heteromorphit, Jamesonit, Launayit, Madocit, Meneghinit, Parajamesonit (diskreditiert 2006), Plagionit, Playfairit, Robinsonit, Semseyit, Sorbyit, Sterryit, Tintinait, Twinnit, Veenit und Zinkenit bildete.
In der zuletzt 2018 überarbeiteten Lapis-Systematik nach Stefan Weiß, die formal auf der alten Systematik von Karl Hugo Strunz in der 8. Auflage basiert, erhielt das Mineral die System- und Mineralnummer II/E.19-030. Dies entspricht ebenfalls der Abteilung „Sulfosalze (S : As,Sb,Bi = x)“, wo Boulangerit zusammen mit Ardait, Falkmanit, Jaskólskiit, Moëloit und Pillait die unbenannte Gruppe II/E.19 bildet.
Die von der International Mineralogical Association (IMA) zuletzt 2009 aktualisierte 9. Auflage der Strunz’schen Mineralsystematik ordnet den Boulangerit in die neu definierte Abteilung der „Sulfosalze mit SnS als Vorbild“ ein. Diese ist zudem weiter unterteilt nach der Art der beteiligten Kationen, so dass das Mineral entsprechend seiner Zusammensetzung in der Unterabteilung „Nur mit Blei (Pb)“ zu finden ist, wo es nur noch zusammen mit Falkmanit und dem als fragliches Mineral geltenden Plumosit die unbenannte Gruppe 2.HC.15 bildet.
In der vorwiegend im englischen Sprachraum gebräuchlichen Systematik der Minerale nach Dana hat Boulangerit die System- und Mineralnummer 03.05.02.01. Dies entspricht ebenfalls der Klasse der „Sulfide und Sulfosalze“ und dort in die Abteilung der „Sulfosalze“. Hier ist er zusammen mit Falkmanit in der unbenannten Gruppe 03.05.02 innerhalb der Unterabteilung der „Sulfosalze mit dem Verhältnis 2,5 < z/y < 3 und der Zusammensetzung (A+)i(A2+)j[ByCz], wobei A = Metalle, B = Halbmetalle, C = Nichtmetalle“ zu finden.

## Kristallstruktur
Boulangerit kristallisiert orthorhombisch in der Raumgruppe Pnam (Raumgruppen-Nr. 62, Stellung 6) mit den Gitterparametern a = 23,49 Å; b = 21,24 Å und c = 4,02 Å sowie 4 Formeleinheiten pro Elementarzelle.

## Bildung und Fundorte

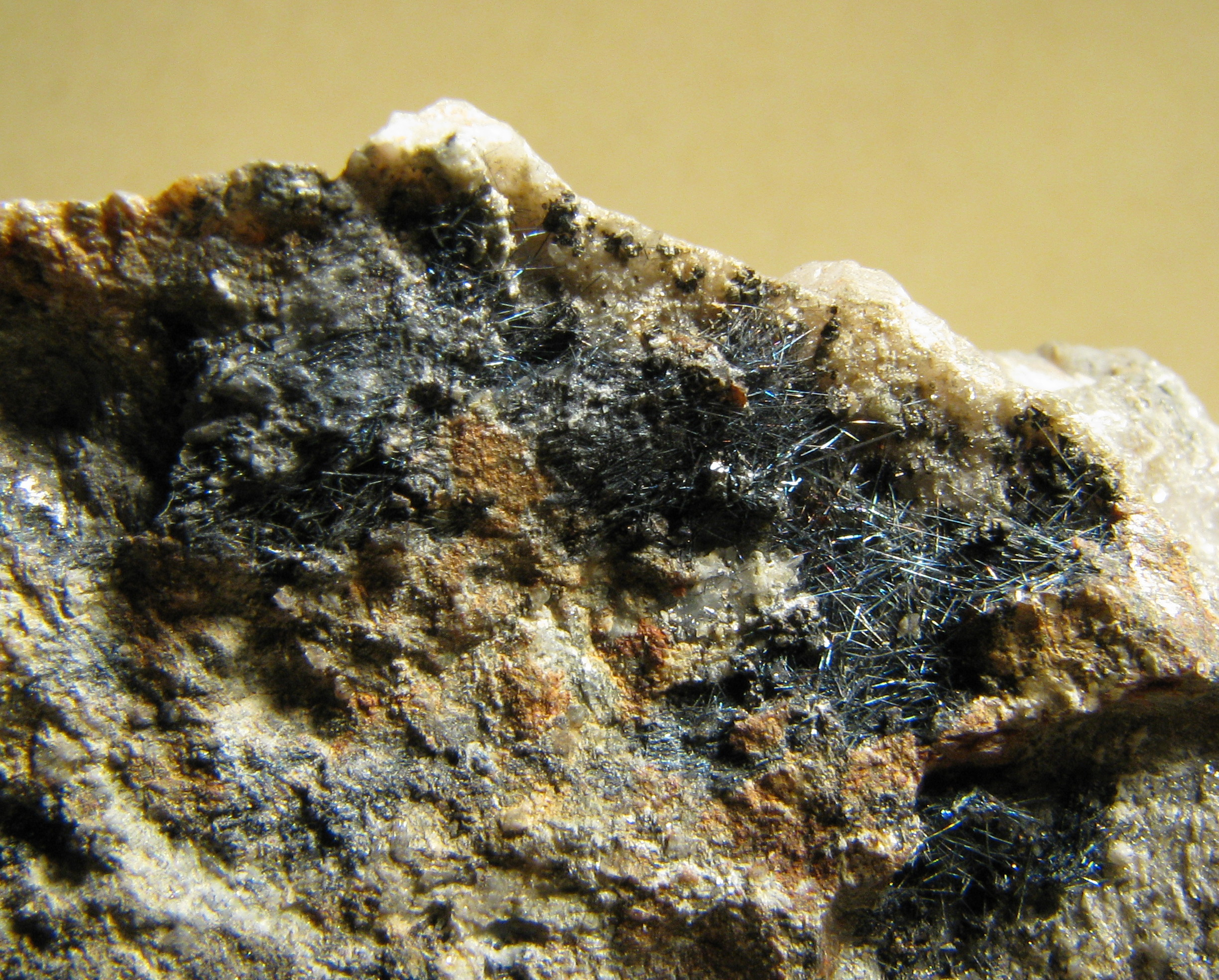
Nadeliger Boulangerit in Matrix aus dem Bergwerk Bottino, Seravezza, Italien

Boulangerit bildet sich durch hydrothermale Vorgänge bei niedrigen bis mittleren Temperaturen. Begleitminerale sind unter anderem verschiedene Blei-Sulfide- und Sulfosalze wie Arsenopyrit, Galenit, Pyrit, Sphalerit und Stibnit, aber auch Siderit und Quarz.
Als häufige Mineralbildung ist Boulangerit an vielen Fundorten anzutreffen. Weltweit sind bisher rund 1000 Fundorte dokumentiert. Außer an seiner Typlokalität in der Gemeinde Molières-Cavaillac im Département Gard trat das Mineral in der Region Okzitanien noch in mehreren Départements auf wie unter anderem Ariège, Aude, Pyrénées-Orientales und Tarn. Weitere Fundorte in Frankreich liegen unter anderem in Auvergne-Rhône-Alpes, der Bretagne, Grand Est, Nouvelle-Aquitaine und Provence-Alpes-Côte d’Azur.
Bekannte Vorkommen in Deutschland sind beispielsweise die Umgebung von Sulzburg in Baden-Württemberg, der Bergbaubezirk Brandholz-Goldkronach (Grube Silberne Rose) und die Grube Bayerland bei Pfaffenreuth (Leonberg) in Bayern, die Bergbaureviere Sankt Andreasberg und Rammelsberg in Niedersachsen sowie mehrere Gruben im Hochsauerlandkreis und Kreis Siegen-Wittgenstein in Nordrhein-Westfalen, in der Gemeinde Altenahr und im Landkreis Altenkirchen (Westerwald) in Rheinland-Pfalz, in den Landkreisen Harz und Mansfeld-Südharz in Sachsen-Anhalt, im sächsischen Erzgebirgskreis und den thüringischen Kreisen Greiz und Saale-Orla.
In Österreich fand sich Boulangerit bisher vor allem in Kärnten (Sankt Veit an der Glan, Spittal an der Drau) und der Steiermark (Bruck-Mürzzuschlag, Schladming), aber auch in Niederösterreich (Eichberg, Semmering), Salzburg (St. Johann im Pongau) und Tirol (Innsbruck, Kitzbühel) trat das Mineral gelegentlich zutage.
In der Schweiz konnte Boulangerit unter anderem in den Kantonen Graubünden (Berninapass, Surselva), Tessin (Lugano) und Wallis (Bruson, Binntal, Val d’Anniviers) gefunden werden.
Weitere Fundorte liegen unter anderem in Afghanistan, Algerien, Ägypten, Argentinien, Armenien, Aserbaidschan, Australien, Bolivien, Bosnien und Herzegowina, Brasilien, Bulgarien, Chile, China, der Dominikanischen Republik, Ecuador, Finnland, eorgien, Ghana, Griechenland, Grönland, Indien, Indonesien, Iran, Irland, Italien, Japan, Kanada, Kasachstan, Kirgisistan, Kolumbien, Nord- und Südkorea, Kosovo, Kroatien, Kuba, Malawi, Malaysia, Marokko, Nordmazedonien, Mexiko, Mongolei, Namibia, Neuseeland, Nigeria, Norwegen, Peru, Polen, Portugal, Rumänien, Russland, Schweden, Serbien, Slowakei, Slowenien, Spanien, Südafrika, Tadschikistan, Tschechien, der Türkei, Ukraine, Ungarn, Usbekistan, Venezuela, im Vereinigten Königreich (UK), den Vereinigten Staaten von Amerika (USA) und Vietnam.
Auch in Mineralproben vom Mittelatlantischen Rücken (Hydrothermalfeld „Ashadze 1“) und vom Juan-de-Fuca-Rücken-Komplex im Pazifischen Ozean, genauer vom Escanaba-Tal am Gorda-Rücken konnte Boulangerit nachgewiesen werden.

## Verwendung
Boulangerit wird bei lokaler Anhäufung als Bleierz genutzt, hat aber allgemein keine wirtschaftliche Bedeutung.